# HLE 23
De HLE 23, ook wel "Duikboot" genoemd, was een type elektrische locomotief van de NMBS dat werd ingezet sinds 1955. Van deze reeks werden er in totaal 83 exemplaren gebouwd. Deze locomotieven mochten maximaal 130 km/h rijden.
Ze waren bedoeld voor internationale treinen en piekuurtreinen tussen Brussel en Luxemburg. Op deze lijn komen vrij veel hellingen en bochten voor. Hiervoor was het nodig om een locomotief te bouwen die voor deze lijn geschikt was en eveneens in de gemengde dienst kon gebruikt worden. De locomotieven reden met K-rijtuigen, M1-, M2- en M4-rijtuigen, maar ook I-rijtuigen. In de goederendienst sleepten ze zowel allerhande bloktreinen als gemengde goederentreinen. Ze werden bij levering genummerd van 123.001 tot en met 123.083.
Het belangrijkste verschil met de HLE 22, die hetzelfde vermogen had, was de mogelijkheid de tractiemotoren om te schakelen naar generator, zo kon afgeremd worden bij afdalen van hellingen door stroom terug te sturen naar de bovenleiding. Deze recuperatie-installatie zorgde voor een extra gewicht van 5 ton (92 ton) tegenover de HLE 22 (87 ton), wat ten goede kwam aan de adhesie.
Bij deze reeks werden meer verbouwingen uitgevoerd dan bij reeks 22. Ze werden allemaal geleverd met spaakwielen, die in de loop der jaren vervangen werden door gesloten wielen. Ze konden in treinschakeling (multiple) rijden met zowel locomotieven van deze reeks als locomotieven van reeks 26.
Gezien hun hoge leeftijd was er al lang sprake van om deze locomotieven uit dienst te nemen. Een gebrek aan vervangend nieuw materieel verhinderde dit lange tijd. In de zomer van 2010 berichtte de NMBS dat deze locomotiefreeks in december van datzelfde jaar definitief buiten dienst zou komen. Toen de nieuwe diensten beschikbaar werden was van dit voornemen echter geen sprake meer: de HLE 23 bleef in dienst voor de piekuurtreinen. 

## Afvoer
In 2012 werd de reeks 23 dan toch buiten dienst gesteld bij de NMBS. Al op 13 mei 1992 raakte locomotief 2307 zwaar beschadigd bij een botsing met een goederentrein te Hatrival.
De 2309 bleef bewaard door TSP, de 2383 door de NMBS.